# Craterul Beyenchime-Salaatin
Craterul Beyenchime-Salaatin  este un crater de impact meteoritic în estul extrem al Rusiei.

## Date generale
Acesta are 8 km în diametru și vârsta sa este estimată la 40 ± 20 de milioane de ani (Eocen). Craterul este expus la suprafață.